# Rehain (Massen-Niederlausitz)
Rehain (niedersorbisch Rydań) ist ein Wohnplatz in Lindthal, einem Ortsteil der amtsangehörigen Gemeinde Massen-Niederlausitz im Landkreis Elbe-Elster in Brandenburg. Der Ort gehört dem Amt Kleine Elster (Niederlausitz) an.

## Lage
Rehain liegt in der Niederlausitz, etwa neun Kilometer nordöstlich der Stadt Finsterwalde und 12 Kilometer südwestlich von Calau. Umliegende Ortschaften sind die zur Stadt Calau im Landkreis Oberspreewald-Lausitz gehörenden Dörfer Schrakau im Norden und Gollmitz im Nordosten, der Bronkower Ortsteil Rutzkau im Osten, der Ortsteil Göllnitz im Südosten, der zur Gemeinde Lichterfeld-Schacksdorf gehörende Ortsteil Lieskau im Süden, Lindthal im Westen und Babben im Nordwesten.
Rehain liegt am Ende einer Sackgasse, die im drei Kilometer entfernten Lindthal von der Kreisstraße 6227 abzweigt. Der Ort liegt an der Kleinen Elster. Nördlich führt die Bahnstrecke Lindthal–Altdöbern Süd an Rehain vorbei; etwas weiter nördlich die Bahnstrecke Halle–Cottbus.

## Geschichte
Das Dorf Rehain wurde im Jahr 1479 mit dem Namen „Roheim“ erstmals urkundlich erwähnt, der Ortsname beschreibt ein Dorf in einem gehegten Wald, in dem es Rehe gibt. Aus dem ursprünglichen Ortsnamen entwickelte sich über „Rehann“ im Jahr 1542 und „Rehan“ im Jahr 1608 das heutige Rehain.
Vor dem Wiener Kongress und den dort beschlossenen Gebietsabtretungen des Königreiches Sachsen an das Königreich Preußen gehörte Rehain zu Sachsen. Ab 1816 gehörte der Ort zum Landkreis Luckau der preußischen Provinz Brandenburg. 1840 hatte Rehain laut der Topographisch-statistischen Übersicht des Regierungsbezirks Frankfurt a.d.O. 9 Wohngebäude mit 71 Einwohnern. Der Ort war der Standesherrschaft Drehna angehörig und war damals nach Göllnitz eingepfarrt. 1864 hatte Rehain 73 Einwohner.
Bis 1815 gehörte Rehain zum Luckauischen Kreis, dieser wurde nach den Gebietsänderungen des Wiener Kongresses in den Landkreis Luckau umgewandelt. Nach dem Zweiten Weltkrieg lag die Gemeinde zunächst in der Sowjetischen Besatzungszone und anschließend in der DDR. Bei der am 25. Juli 1952 in der DDR durchgeführten Kreisreform wurde die Gemeinde dem Kreis Finsterwalde im Bezirk Cottbus angegliedert. Am 1. Oktober 1973 erfolgte die Eingemeindung in die Nachbargemeinde Lindthal. Nach der Wende wurde der Kreis Finsterwalde in Landkreis Finsterwalde umbenannt und schließlich aufgelöst, die Gemeinde Lindthal mit dem Ortsteil Rehain wurde dem Landkreis Elbe-Elster zugeordnet und schloss sich dem Amt Kleine Elster (Niederlausitz) an. Am 31. Dezember 1997 schloss sich die Gemeinde Lindthal mit drei weiteren Gemeinden zu der neuen Gemeinde Massen-Niederlausitz zusammen. Rehain ist seitdem ein Wohnplatz dieser Gemeinde.

## Bevölkerungsentwicklung
| 1875 | 86 | 1910 | 47 | 1933 | 37 | 1946 | 64 | 1964 | 36 |
| 1890 | 58 | 1925 | 37 | 1939 | 31 | 1950 | 60 | 1971 | 39 |